# Iňa
Iňa este o comună slovacă, aflată în districtul Levice din regiunea Nitra. Localitatea se află la altitudinea de 171 m deasupra n.m., se întinde pe o suprafață de 5,68 km2 și în 2017 număra 218 locuitori.

## Istoric
Localitatea Iňa este atestată documentar din 1156.

## Demografie
| An:                | 1994 | 2004    | 2014   | 2024    |
| ------------------ | ---- | ------- | ------ | ------- |
| Număr de persoane: | 235  | 208     | 204    | 225     |
| Diferență:         |      | −11,48% | −1,92% | +10,29% |

| An:                | 2023 | 2024   |
| ------------------ | ---- | ------ |
| Număr de persoane: | 221  | 225    |
| Diferență:         |      | +1,80% |